# Mariano París Ricaurte
Mariano París Ricaurte (Santafé, 13 de agosto de 1788- 29 de julio de 1833) fue un militar y político neogranadino.
Era el quinto hijo del matrimonio del Capitán de caballería española José Martín París Álvarez y doña Genoveva Ricaurte y bautizado con los nombres de Mariano Casimiro Eusebio. Fue colegial del Colegio Mayor de San Bartolomé e incorporado por su padre al Ejército Auxiliar del Rey establecido en Santa Fe.

## Prócer de la Independencia
El 20 de julio de 1810, siendo teniente de caballería del batallón auxiliar de Santafé, tomó partido por los revolucionarios en los hechos de "El Florero de Llorente", y puso a disposición las tropas a su cargo, siendo asimilado a su rango en el ejército granadino. Intervino en  la Toma de Bogotá de 1813 de la que resultó preso. Formó parte del ejército que ese año le fue entregado al coronel Simón Bolívar para la realización de la Campaña Admirable. Recibió el despacho de capitán y actuó como ayudante de campo del coronel José María del Castillo Rada. Durante el "Régimen del Terror", encabezó la "Relación de los individuos que se deben perseguir hasta conseguir aprehenderlos" expedida en 1816 por el general Pablo Morillo, logrando evadir a las tropas realistas hasta su derrota en 1819.

## Actividad política
En la República fue nombrado Coronel de las milicias de caballería de la sabana. Ferviente partidario al general Simón Bolívar, salió de su casa con el José María Córdova con ocasión de la conspiración del 28 de septiembre de 1828 para reunir la tropa necesaria en municipios aledaños que sirvieran de contención a posibles tomas. Normalizada la situación, regresaba el coronel París a caballo por la calle del comercio de Bogotá, cuando vio al francés Agustín Horment con un puñal en la mano, encabezando un grupo de liberales exhaltados que vociferaban contra el presidente, tildándolo de tirano; hecho que lo hizo descender a tierra y tomar a Horment entre sus brazos para ahogarlo, a lo que el atacado respondió apuñalando la espalda de París. Horment fue posteriormente procesado y ejecutado por haber hecho parte de la conspiración contra Bolívar. 
El coronel París secundó la revolución que levantó en 1829 el general Córdova contra Bolívar, lo que le mereció su expulsión del Ejército, pero la mediación de su hermano José Ignacio París ante el Libertador permitió su reintegro. París y otros oficiales comandaron el 5 de septiembre de 1830 la acción militar de El Santuario, que derrocó al presidente Joaquín Mosquera para imponer la presidencia del general Rafael Urdaneta, cuyo gobierno encontró su final en  abril de 1831 tras una fuerte presión social y militar. El restituido gobierno borró de la lista militar y expulsó de Bogotá a los oficiales implicados, confinando al coronel París en Pandi.

### La conspiración de Sardá
Concluido el gobierno de Mosquera e iniciado el del general Santander, comenzaron a reunirse los devotos seguidores de Bolívar en las casas de Juan de Arjona y Manuela Saenz, entre ellos Manuel Arjona, el general José Sardá y José María De la Serna, con el fin de organizar la toma del Batallón de Húsares y de la Brigada de Artillería para derrocar al gobierno e imponer al expresidente José Miguel Pey. También hubo factores del clero que mostraron simpatía con la conspiración, como el canónigo Antonio Herrán, fray Benigno Hurtado, Manuel Teodoro Gómez y José María Salavarrieta, hermano de Policarpa.
El objetivo de la conspiración era defender el nombre del Libertador, la religión católica ultrajada por la administración y contra la influencia extranjera en los negocios de la Nueva Granada., tal como lo declararon testigos como Cayetano Estrada, quien «declaró que se encontró con Sardá en Ventaquemada y que éste le explicó “que Santander y el gobierno con capa de Constitución estaban haciendo mil picardías, que no eran liberales sino libertinos, herejes y contra la religión". Otro testigo, Francisco Amaya, oyó decir a Sardá "que la revolución era para echar a los extranjeros y defender la religión". Mientras Antonio Nieto declaró: "que el objeto de la revolución era restablecer los honores del General Bolívar y la integridad nacional de Colombia. Que además se proponían expulsar a los extranjeros y destruir el comercio de ellos, arruinar las máquinas y calderas de Zipaquirá y poner en administración las salinas y proteger al clero que se decía ultrajado”».
Como un informante enterara al Presidente del plan que ejecutarían los conspiradores en la noche del 23 de julio de 1833, éste dio la orden de detener a los oficiales cómplices que estaban dentro de las unidades militares. El coronel José Manuel Montoya, que había reemplazado a París en el comando de Bogotá, procedió a arrestar al teniente Pedro Arjona, y mientras lo conducía a pie a prisión, el reo mató de un disparo a su custodio. El presidente Santander, enterado del lamentable suceso, nombró a José Hilario López en reemplazo de Montoya y dispuso de un despliegue para contener la revolución. El teniente Anguiano, al haber presenciado la detención de Arjona, salió del batallón para alertar al general Sardá de lo sucedido, por lo que los conspiradores tuvieron tiempo de emprender la fuga hacia Tunja y Vélez.

### Asesinato de París
Los subalternos de Montoya juraron vengar la muerte de su comandante con miembros del partido boliviano, y cómo el coronel París no fuera del agrado de la familia del muerto, comenzaron a difundir la información de que éste se encontraba reclutando guerrillas entre Chipaque y Cáqueza para secundar los planes de Sardá. A pesar de que ya había sido conjurada la conspiración, el gobernador Rufino Cuervo ordenó la captura de Mariano París, que fue aprehendido durmiendo y en pijama en Une a las 5 de la mañana del 29 de julio de 1833. La partida de 40 soldados, comandada por el capitán antioqueño José Manuel Calle Suárez, detuvo su marcha para instalarse en una venta de chicha de la vereda La Fiscala, a orillas del río Tunjuelito a cinco kilómetros del Sur de Bogotá. lo que fue visto por el coronel París como la oportunidad para fugarse, y a la voz de "adiós señores", le acertaron una bala en un brazo y otra en la espalda. El comandante del pelotón, capitán José Manuel Calle Suárez, lo remató en el suelo "para que no penara".
Su cuerpo fue amarrado en un caballo y paseado por las calles de Bogotá, incluso frente a su casa, donde su mujer e hijos lo vieron sin saber de quién se trataba. Su cadáver fue abandonado en el atrio de la iglesia de Santo Domingo, templo en el que fueron celebradas sus exequias y sepultados sus restos. Su muerte provocó agravios entre opositores y defensores del Gobierno, pero no condenas relacionadas con el crimen. El 30 de marzo de 1840, el secretario de lo interior del presidente Herrán, Eusebio Borrero, atacó con severidad al expresidente Santander en una sesión a la que había sido citado por el Congreso, por el crimen de París y el del general Sardá, también asesinado por el capitán Calle en similares circunstancias. Las impresiones recibidas por Santander le agravaron un mal en el hígado que de antiguo lo atormentaba, y el 6 de mayo dejó de existir. En su testamento, el general Santander dejó consignado que "la inesperada muerte del señor Mariano París me llenó de amargura, no tuve ni la mas indirecta parte en ella".

## Familia
Mariano París Ricaurte se había casado en la Catedral de Bogotá el 8 de febrero de 1808 con su pariente doña María Francisca Sanz de Santamaría Ricaurte, hija de Juan de la Cruz Sanz de Santamaría Pinzón y Antonia Ricaurte Ortega. Fueron sus hijos Isabel, María Francisca, Concepción, Antonio, Carlina, Amalia, Guillermo y Aurelio París Sanz de Santamaría.